# Sint-Martinuskerk (Weerde)

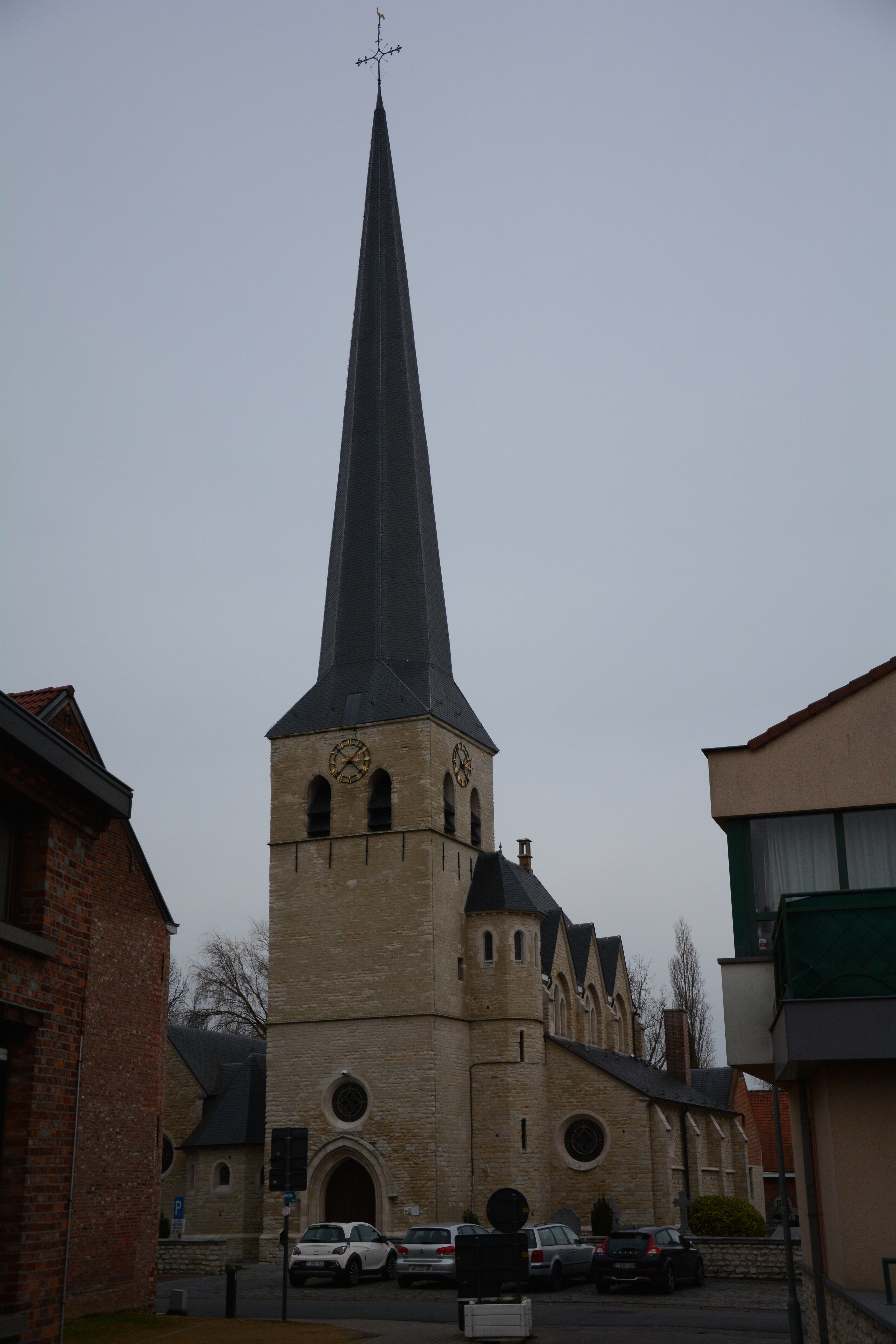
Sint-Martinuskerk

De Sint-Martinuskerk is de parochiekerk van de tot de Vlaams-Brabantse gemeente Zemst behorende plaats Weerde, gelegen aan de Dorpsstraat.

## Gebouw
De westtoren is in romaans-gotische overgangsstijl en deze heeft een hoge ingesnoerde naaldspits. In de 18e eeuw werd een classicistisch kerkgebouw opgericht. Tijdens de Eerste Wereldoorlog werd de kerk vrijwel geheel vernield en in 1925 werd een neogotische kerk gebouwd met behoud van de westtoren. Het geheel werd gebouwd in zandsteen.

## Interieur
De kerk bezit een gotisch Mariabeeld uit de 16e eeuw. Een 17e-eeuws schilderij verbeeldt: Jezus met Martha en Maria. De glas-in-loodramen zijn van 1937.